# Jonas Ludvigsson
Jonas Filip Ludvigsson, född 17 maj 1969, är en svensk läkare och epidemiolog. Han är professor vid avdelningen för medicinsk epidemiologi och biostatistik vid Karolinska Institutet och barnläkare vid Institutionen för pediatrik vid Örebro universitetssjukhus.

## Biografi
Jonas Ludvigsson är son till läkaren Johnny Ludvigsson och bror till historikern David Ludvigsson. Han studerade medicin vid Linköpings universitet där han avlade läkarexamen 1996. Han försvarade sin doktorsavhandling, Some epidemiological aspects of perinatal gastrointestinal disease, år 2001.
Ludvigsson blev överläkare i pediatrik vid Universitetssjukhuset Örebro 2009 och professor vid Karolinska Institutet 2013. Sedan dess har han bedrivit omfattande epidemiologisk forskning inom gastroenterologi, bland annat inom celiaki, inflammatoriska tarmsjukdomar, graviditetsresultat och komplikationer av kronisk leversjukdom. Han fungerar som medlem i styrgruppen för svenska inflammatoriska tarmsjukdomar (IBD). Mellan 2011 och 2014 var Ludvigsson ordförande för Svenska Epidemiologiska Föreningen. Han var ordförande i Svenska barnläkarföreningen 2014–2016 och har bedrivit omfattande forskning även inom pediatrik. 
Mellan 2015 och 2017 ledde Ludvigsson ett landsomfattande arbete med att samla in alla gastrointestinala histopatologirapporter från alla 28 patologilaboratorier i Sverige (1967–2017), från vilka han konstruerade det första rikstäckande gastrointestinala patologiregistret, som utgör grunden för ESPRESSO-studien (Epidemiologi stärkt av histopatologirapporter i Sverige).
Han är hedersprofessor vid Columbia University School of Medicine i New York och även vid Nottingham University School of Medicine, Storbritannien. Ludvigsson är också aktiv medlem i redaktionsnämnderna för både European Journal of Epidemiology and Alimentary, Pharmacology & Therapeutics. Sedan 2019 är han fast gäst i TV-programmet Malou efter tio i TV4 där han talar om barnsjukdomar.
Ludvigsson var en av de 47 första undertecknarna av Great Barrington-deklarationen; en deklaration som blev hårt kritiserad. I januari 2021 publicerade Ludvigsson med kollegor epidemiologiska resultat i New England Journal of Medicine. Studien visade att risken för barn att bli svårt sjuka i covid-19 hade varit låg under våren 2020, trots att skolorna hållit öppet. Publiceringen föranledde både hat och hot mot Ludvigsson på sociala medier  och via mejl. Tre anmälningar om forskningsfusk lämnades in och krav inkom till tidskriften att dra tillbaka publiceringen. Han avslutade därför all sin forskning kring covid-19. I slutändan friades han från misstankarna om forskningsfusk av Nämnden för prövning av oredlighet i forskning.
År 2022 erhöll han Svenska Läkaresällskapets jubileumspris för sin forskning om användning av acetylsalicylsyra som cancerprofylax hos personer med hepatit. Året efter i juni tillträdde han som sällskapets vetenskapliga sekreterare.

## Utmärkelser
- 2010 – Rising Star in Gastroenterology av Europeiska gastroenterologföreningen
- 2013 – Årets Alumni från Linköpings universitet, delat med Maha Bouzeid[22]
- 2022 – Årets Örebroare av Nerikes Allehandas läsare[23]
- 2022 – Svenska Läkaresällskapets jubileumspris[20]
- 2023 – Hugo Lagercrantz Award[24]